# Security Accounts Manager
Security Account Manager (SAM) bzw. Sicherheitskontenverwaltung ist ein Dienst von Microsoft Windows, mit dem Benutzerinformationen wie Anmeldename und Kennwort als Hashwerte in einer Datenbank gespeichert werden. Diese Datenbank ist verschlüsselt und kann unter Windows nicht geöffnet werden, da sie von internen Prozessen verwendet wird. Sie kann allerdings mit bestimmten Programmen auch während des Betriebs ausgelesen werden. Die Datei wird meist unter %windir%\system32\config\SAM gespeichert. Bei einem schlecht gewählten Passwort kann dieses, aufgrund des vorliegenden Hashwertes, durch einen Brute-Force-Angriff innerhalb weniger Minuten herausgefunden werden. Das Format der SAM Datei ist eine registry hive.